# Chiesa di San Dionigi Vescovo e Sant'Emiliano
La chiesa di San Dionigi Vescovo e Sant'Emiliano è la parrocchiale di Longhena, in provincia e diocesi di Brescia; fa parte della zona pastorale della Bassa Occidentale.

## Storia
Il 7 ottobre 1540 monsignor Annibale Grisonio, compiendo la sua visita, trovò che in centro a Longhena sorgeva una chiesa dedicata a San Dionigi, filiale della pieve di Brandico, e che l'antica cappella di Sant'Emiliano, abbandonata perché scomoda ai fedeli, era cadente.
Una quindicina di anni dopo il vescovo Domenico Bollani ordinò di restaurare la chiesa di Sant'Emiliano e di modificare la disposizione degli altari in quella di San Dionigi.
Nel 1572 il visitatore Cristoforo Pilati annotò che il parroco di Longhena era un certo Jacobus de Mericis e che si valutava se semplicemente chiudere la cappella di Sant'Emiliano oppure se demolirla e trasferire nella parrocchiale i paramenti lì contenuti; otto anni dopo, nel 1580, anche l'arcivescovo di Milano Carlo Borromeo visitò la chiesa longhenese e l'anno successivo il presule ordinò che fosse chiusa la porticina del campanile, che venisse realizzata la sacrestia e che fossero rimossi gli alberi del camposanto.
Nella relazione della visita del vescovo Marino Zorzi, compiuta all'inizio del XVII secolo, si legge che il presule ordinò il rifacimento della pisside, la costruzione della sagrestia e il rinnovo dell pala dell'altare maggiore, affermando che se tali lavori non fossero stati eseguiti, egli avrebbe interdetto la chiesa.
Grazie ad un documento del 1655 e ad uno del 1677, scritio dal vescovo di Brescia Marino Giovanni Zorzi, si conosce che in quel periodo si stava procedendo all'ampliamento del coro.
Nel 1714 arrivò a Longhena il vescovo Giovanni Alberto Badoer, il quale annotò che la parrocchiale era stata riedificata da poco tempo; nel 1813 il vescovo Gabrio Maria Nava trovò la chiesa in buone condizioni.
Nel 1894 il vescovo Giacomo Maria Corna Pellegrini Spandre lamentava l'insufficienza della chiesa a contenere tutti i fedeli e, così, propose l'ampliamento dell'edificio tramite la realizzazione di due cappelle laterali, che furono in effetti costruite tra il 1901 e il 1908.

## Descrizione

### Facciata
La facciata a capanna della chiesa, che è a capanna, è tripartita da quattro lesene composite, sorreggenti la trabeazione e il timpano triangolare, sopra il quale c'è un acroterio; al centro s'aprono il portale maggiore architravato e timpanato e una finestra di forma rettangolare.
Annesso alla chiesa è il campanile, coronato dalla cuspide a base ottagonale, la cui cella è caratterizzato da quattro monofore.

### Interno
L'interno si compone di un'unica navata, sulla quale si affacciano le cappelle laterali e le cui pareti sono abbellite da affreschi e scandite da lesene sorreggenti la cornice sopra cui s'imposta la volta a vela; al termine dell'aula si sviluppa il presbiterio, la cui pianta è di forma rettangolare, chiuso dall'abside semicircolare.
L'opera di maggior pregio qui conservata è l'organo, costruito nel 1921 da Ferruccio Pedrini; esso va a sostituire un precedente strumento, realizzato nel 1909 da Giovanni Tamburini, che a sua volta era stato costruito in sostituzione di un organo del 1739.